# Уршакбашкарамали
Уршакбашкарамали́ (рос. Уршакбашкарамалы, башк. Өршәкбаш-Ҡарамалы) — село у складі Міякинського району Башкортостану, Росія. Адміністративний центр Уршакбашкарамалинської сільської ради.
Населення — 620 осіб (2010; 724 в 2002).
Національний склад:
- татари — 82%

## Видатні уродженці
- Губайдуллін Міннігалі Хабібуллович — Герой Радянського Союзу.